# 329 هـ
329 هـ هي سنة في التقويم الهجري امتدت مقابلةً في التقويم الميلادي بين سنتي 940 و941.

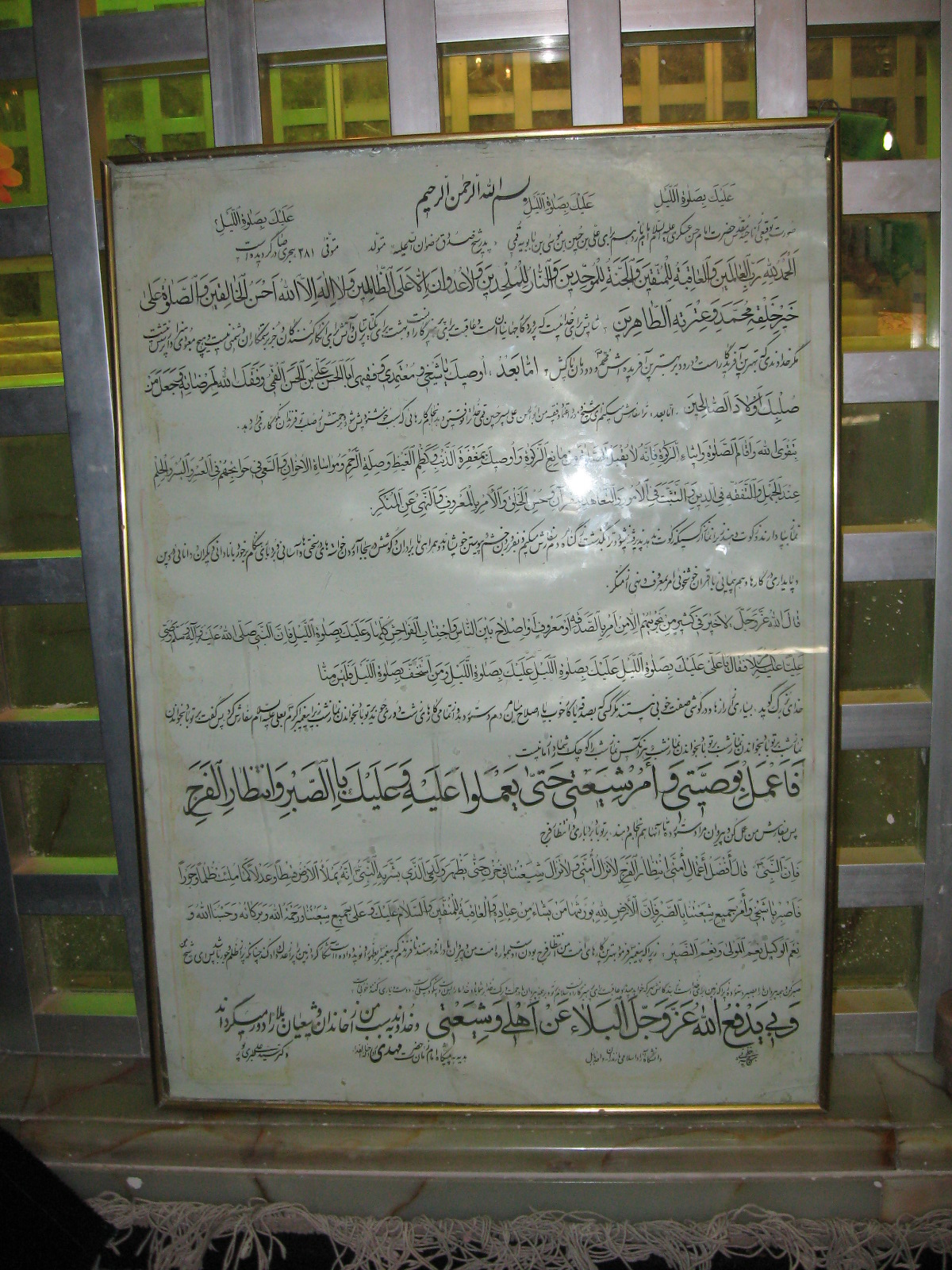
علي بن بابويه القمي

## أحداث
- الخليفة عبد الرحمن الناصر لدين الله ينتقل من قرطبة للإقامة في مدينة الزهراء التي أمر ببناءها قرب قرطبة

## مواليد
- ابن فارس

## وفيات
- أبو الفضل البلعمي
- أبو القاسم الحامض
- أبو بكر بن الجهم
- عبد الله بن منازل
- البربهاري
- علي بن إبراهيم القمي
- علي بن بابويه القمي
- علي بن محمد السمري
- محمد بن يعقوب الكليني
- 16 ربيع الأول - أبو العباس محمد الراضي بالله، الخليفة العشرون في سلسلة خلفاء الدولة العباسية.